# Parafia św. Józefa w Baryczy
Parafia św. Józefa w Baryczy – parafia rzymskokatolicka znajdująca się w archidiecezji przemyskiej, w dekanacie Domaradz.
Od 1947 do 1965 proboszczem parafii był ks. Stanisław Buczek.